# Fazioni di Warcraft
Nell'universo di Warcraft, creato da Blizzard Entertainment, vi sono numerosi fazioni.

## Alba d'Argento
L'Alba d'Argento (Argent Dawn) è un'organizzazione votata a proteggere Azeroth da qualunque tipo di minaccia esterna. Essa è una delle due fazioni che nacquero dalla divisione della Mano d'Argento, in seguito alla morte di Alexandros Mograine - l'altra è la Crociata Scarlatta: delle due, l'Alba d'Argento era quella che rimase fedeli agli originali principi della Luce Sacra, adottati dalla Mano d'Argento. L'organizzazione si dichiarò neutrale, e disposta ad accettare aiuto sia dall'Alleanza, sia dall'Orda; il loro operato si svolse principalmente combattendo il Flagello nelle Terre Infette.
A seguito della battaglia alla Cappella della Luce, Tirion Fordring decretò l'unione dell'Alba d'Argento con l'ordine della Mano d'Argento, formando la Crociata Argentea.

## Cavalieri della Spada d'Ebano
I Cavalieri della Spada d'Ebano (Knights of the Ebon Blade) sono un gruppo formato principalmente da cavalieri della morte ribellatisi al Re dei Lich. Inizialmente, essi facevano parte dell'armata del Flagello inviata dal Re dei Lich a distruggere Nuova Avalon, una piccola cittadina ai margini orientali delle Terre Infette presidiata dalla Crociata Scarlatta: dopo aver messo a ferro e fuoco la città e averne sterminato gli abitanti, il Re dei Lich inviò i cavalieri della morte, guidati da Darion Mograine che impugnava la spada corrotta Brandicenere, ad attaccare la Cappella della Luce. I cavalieri della morte furono però sbaragliati dalle forze dell'Alba d'Argento e della Mano d'Argento guidate da Tirion Fordring, e il Re dei Lich in persona scese in campo, rivelando che l'attacco non era che uno stratagemma per far uscire allo scoperto Fordring e ucciderlo.
Infuriato per essere stato considerato una pedina sacrificabile, Darion diede Brandicenere a Tirion, che la purificò col potere della Luce Sacra e costrinse il Re dei Lich alla ritirata; dopodiché, lui e molti degli altri cavalieri della morte presenti si riunirono nei Cavalieri della Spada d'Ebano, un gruppo avente lo specifico scopo di vendicarsi sul Re dei Lich.
Essi presero quindi parte alla campagna contro il Flagello a Nordania, unendo le forze con la Crociata Argentea nel Verdetto Cinereo, giungendo infine a sconfiggere Arthas. Tempo dopo, essi si misero al servizio del nuovo Re dei Lich, Bolvar Domadraghi, aiutando a respingere la terza invasione della Legione Infuocata.

## Circolo Cenariano
Il Circolo Cenariano (Cenarion Circle, dal nome del semidio Cenarius) è un ordine di druidi, che si occupa di vegliare sui druidi stessi, di regolare e salvaguardare le loro pratiche, di insegnarle ai nuovi druidi e di guidarli, e di preservare l'equilibrio della natura e curare le terre danneggiate. Esso venne fondato da Malfurion Grantempesta nel periodo delle Guerre dei Satiri, allorché alcuni druidi, praticando magie proibite, si erano mutati in worgen e attaccavano gli elfi della notte; il primo compito del Circolo Cenariano fu proprio quello di neutralizzare la minaccia dei worgen.
Oltre cinquemila anni dopo, il Circolo intervenne per abbattere l'albero del mondo Andrassil, precedentemente piantato da Fandral Elmocervo, che era stato corrotto da Yogg-Saron dando origine all'Incubo di Smeraldo. In seguito ai gravi danni subiti dall'albero del mondo Nordrassil durante la Terza Guerra Elmocervo, manovrato da Xavius, propose di piantare un secondo albero del mondo per sostituirlo; poiché Malfurion si oppose fermamente al piano, lo mise fuori gioco facendolo cadere in un sonno magico e prese il suo posto alla guida del Circolo, e Teldrassil venne piantato al largo di Rivafosca. Anche quest'albero del mondo venne intaccato dall'Incubo ed Elmocervo, per combatterlo, aprì le porte del Circolo Cenariano anche ai druidi non-elfi della notte, portando l'ordine ad una lotta contro l'Incubo e le forze degli Dei Antichi che si protrasse lungamente: dopo alcuni anni (nel periodo successivo la sconfitta del Re dei Lich), Malfurion venne liberato dal suo sonno, Xavius sconfitto e Fandral, completamente folle, imprigionato in un eremo sotterraneo. A seguito del Cataclisma il Circolo fu impegnato nella difesa di Hyjal e di Nordrassil dal Martello del Crepuscolo e da Ragnaros, e coordinò poi l'assalto contro il Signore del Fuoco direttamente nel suo reame, le Terre del Fuoco.

## Circolo della Terra
Il Circolo della Terra (Earthen Ring) è un ordine neutrale di sciamani che si occupa di studiare e preservare l'equilibrio degli elementi. L'organizzazione è rimasta perlopiù nell'ombra fino al Cataclisma, quando i suoi membri sono stati strumentali nel ristabilire l'armonia tra gli elementi e nel prevenire ulteriori disastri. Il Circolo della Terra era originariamente guidato dallo sciamano tauren Muln Terra Furiosa, coadiuvato da un concilio di anziani, che ha successivamente ceduto il posto a Thrall.

## Concilio dell'Ombra
Il Concilio dell'Ombra (Shadow Council) è un gruppo di stregoni che serve la Legione Infuocata. Si trattava inizialmente di un'organizzazione segreta, fondato da Gul'dan con lo scopo di manovrare i clan degli orchi e unirli nell'Orda; tra i suoi primi membri vi furono Teron'gor e Cho'gall, oltre che Garona, un'assassina vincolata magicamente a Gul'dan. Diversamente dal resto dell'Orda, i membri del Concilio erano a conoscenza dell'esistenza della Legione e dei suoi piani, e operavano in accordo ad essa, diffondendo propaganda favorevole, eliminando personaggi scomodi e ottenendo informazioni anche tramite la tortura. Il Concilio rimase alle spalle dell'Orda lungo tutta la campagna su Draenor e durante la Prima Guerra su Azeroth, terminando bruscamente quando Gul'dan cadde in coma e Manonera, il loro burattino al comando dell'Orda, venne sfidato, ucciso e sostituito da Orgrim Martelfato, che li dichiarò fuorilegge; gli stregoni si diedero alla macchia ma Orgrim, catturata Garona, scoprì che si nascondevano nel Massiccio Roccianera, e la maggioranza di essi venne uccisa; Gul'dan stesso e Cho'gall furono tra i pochi superstiti, così come altri che molti anni dopo sarebbero tornati operativi a Vilbosco. Gli spiriti di molti degli stregoni morti vennero poi legati ai corpi di cavalieri umani e rianimati come non morti, creando così i primi cavalieri della morte.

## Concilio di Tirisfal
Il Concilio di Tirisfal (Council of Tirisfal) era un ordine clandestino di maghi avente lo scopo di combattere i demoni e tenere la popolazione all'oscuro della loro esistenza, così come di educare gli altri maghi ai pericoli della magia.
Esso venne formato 2680 anni prima dell'apertura del Portale Oscuro, quando Dalaran divenne un grande centro per la pratica e lo studio della magia arcana: l'uso smodato della magia attirò l'attenzione di alcuni demoni che giunsero a seminare il caos nel regno. Il governo della città, congiuntamente a quello degli alti elfi, di Lunargenta, decise di fondare un ordine che avrebbe combattuto i demoni in segreto, per non allarmare la popolazione: esso prese il nome dalle Radure di Tirisfal, abituale luogo di ritrovo dei suoi primi membri. I membri del Concilio trovarono il modo di infondere, volta per volta, parte del loro potere in un campione designato, per permettergli di affrontare i nemici più pericolosi; dopo alcuni anni essi decisero di applicare questa soluzione in modo permanente, in modo che da non dover ripetere il rituale ogni volta. Il campione scelto, denominato Guardiano di Tirisfal (Guardian of Tirisfal), a cui venivano così conferiti enormi poteri e grande longevità, sarebbe rimasto in carica per un secolo (o fino alla morte, se avvenuta prima), dopodiché un altro avrebbe preso il suo posto: il primo di essi fu un mezzelfo di nome Alodi.
I guardiani si susseguirono in questo modo ininterrottamente fino ad Aegwynn, che ricevette l'incarico 823 anni prima dell'apertura del Portale Oscuro. Verso la fine del suo mandato, Aegwynn riuscì a sconfiggere un avatar di Sargeras, signore della Legione Infuocata, che si era manifestato a Nordania ma, a sua insaputa, un frammento dello spirito del Titano Oscuro venne trasferito dentro di lei. In questo modo, Sargeras riuscì a manipolare in maniera sottile la mente della maga, sfruttando la sua preesistente diffidenza nei confronti del Concilio, che si era acuita da quando aveva scoperto che i suoi membri interferivano con la politica dei regni umani: come risultato, Aegwynn rifiutò di cedere il posto ad un altro Guardiano dopo il secolo di servizio, e le relazioni con l'ordine si fecero sempre più tese, fino al punto in cui la Guardiana ruppe ufficialmente i legami con il Concilio: i membri del Concilio, per tutta risposta, istituirono un secondo ordine, quello dei Tirisgarde, con il preciso scopo di trovarla e riportarla a Dalaran, una missione che però non riuscì mai.
Molti anni dopo, Aegwynn concepì un figlio, Medivh, a cui passò sia il ruolo di Guardiano sia, inconsapevolmente, lo spirito maligno di Sargeras; quando il Concilio scoprì la sua esistenza, inviò diversi agenti presso la sua dimora, la torre di Karazhan, per raccogliere informazioni su di lui e studiarne i movimenti, ma l'astuzia del mago rese pressoché vani questi sforzi; una di queste persone fu un giovane apprendista mago, Khadgar, che alla fine fu uno degli eroi che sconfissero Medivh - ormai sotto il controllo di Sargeras - alla fine della Prima Guerra; lo stesso Concilio di Tirisfal scomparì a seguito del conflitto, assorbito dal Kirin Tor (il corpo di governo di Dalaran).
Il Concilio venne brevemente riformato alcuni anni dopo, per combattere Cho'gall e le forze del Martello del Crepuscolo, scegliendo come Guardiano Med'an, il figlio di Medivh e Garona. Dopo la battaglia ad Ahn'Qiraj, però, i suoi membri si separarono nuovamente.

## Crociata Argentea
La Crociata Argentea (Argent Crusade) è un'organizzazione formata dall'unione dell'Alba d'Argento con la Mano d'Argento, decretata da Tirion Fordring a seguito della battaglia alla Cappella della Luce. Il suo scopo primario era quello di attaccare e sconfiggere il Re dei Lich direttamente nella sua roccaforte a Corona di Ghiaccio, un obiettivo che venne raggiunto con costi altissimi; nel periodo successivo, le sue forze rimasero di stanza nelle Terre Infette, col duplice obiettivo di eliminare la restante presenza del Flagello nella regione e di sorvegliare le mosse di Sylvanas Ventolesto, la regina dei Reietti.
Quando la Legione Infuocata diede inizio alla sua terza invasione di Azeroth, le forze della Crociata Argentea furono le prime a rispondere e a scendere in campo per combattere i demoni; tuttavia, essere furono in gran parte sterminate e anche Tirion Fordring perse la vita sul campo.

## Crociata Scarlatta
La Crociata Scarlatta (Scarlet Crusade) è una setta religiosa estremista nata dalla scissione dell'ordine della Mano d'Argento a seguito della morte di Alexandros Mograine (la sua controparte è l'Alba d'Argento). Nata con l'obiettivo di eliminare la minaccia del Flagello, la Crociata venne subito meno ai principi della Luce Sacra, anche perché il nathrezim Balnazzar ne prese il controllo sotto le mentite spoglie del paladino Saidan Dathrohan.
Il fanatismo dei crociati li portava ad uccidere non solo i membri del Flagello, ma anche i Reietti e chiunque fosse anche solo lontanamente sospettato di essere un non morto e degenerò, più avanti, in un odio indiscriminato verso qualunque razza non umana.
Dopo che Balnazzar venne smascherato e la Crociata in gran parte distrutta, molti membri sopravvissuti vennero uccisi dal nathrezim e quindi riportati in vita come non morti sotto il suo controllo, venendo riuniti nella fazione dei "Risorti" (Risen).

## Flagello
Il Flagello (Scourge), o Flagello dei non morti, è un esercito composto da creature non morte sotto il controllo del Re dei Lich. Il primo Re dei Lich, Ner'zhul, pianificò la creazione del Flagello su ordine di Kil'jaeden: nelle intenzioni dello stratega della Legione, tale armata avrebbe dovuto preparare la strada all'invasione della Legione. Dopo aver preso il controllo di gran parte di Nordania dal suo Trono Ghiacciato, il Re dei Lich fece giungere a Lordaeron la "piaga della non morte", una malattia infettiva che uccideva le sue vittime e le faceva successivamente risorgere come non morte sotto il suo controllo; per fare ciò, il Re dei Lich si servì dell'aiuto del negromante Kel'Thuzad e del suo Culto dei Dannati. Fu Kel'Thuzad a coniare il nome "Flagello" che, se in origine indicava solo l'armata presente a Lordaeron, poi passò a designare qualunque servitore del Re dei Lich.
Guidato prima da Kel'Thuzad, e poi dal corrotto principe Arthas, il Flagello devastò Lordaeron, sbaragliando le forze dell'Alleanza, dando avvio alla Terza Guerra; dopo essersi imposto come potenza dominante nella Selva Pinargento, nelle Radure di Tirisfal e nelle Terre Infette, il Flagello mise a ferro e fuoco il regno elfico di Quel'Thalas e, quindi, rase al suolo la città di Dalaran. Dopo ciò, i non morti si unirono alle forze della Legione capeggiate da Archimonde, invadendo Kalimdor con lo scopo di distruggere Nordrassil; durante la battaglia del Monte Hyjal, tuttavia, le forze congiunte dei rifugiati di Lordaeron, della Nuova Orda e degli elfi della notte ebbero la meglio e, con la caduta della Legione, Arthas riportò il Flagello a Lordaeron. 
Il Re dei Lich approfittò della situazione per sottrarsi al controllo della Legione, ribellandosi a Kil'jaeden e scatenando il Flagello contro i nathrezim che lo sorvegliavano a Lordaeron, costringendoli alla fuga. Poco tempo dopo, tuttavia, il Trono Ghiacciato venne danneggiato da un incantesimo lanciato da Illidan, e il Re dei Lich cominciò rapidamente a perdere potere, e molti non morti a Lordaeron sfuggirono al suo controllo: della cosa presero vantaggio sia i nathrezim, sia la banshee Sylvanas Ventolesto. Costei creò una nuova fazione di non morti, i Reietti, e riuscì sia a sconfiggere i nathrezim, sia a ottenere il controllo sulle regioni nordorccidentali di Lordaeron. Nel frattempo Ner'zhul aveva richiamato Arthas a sé e si era fuso con lui, divenendo un'unica entità; nei cinque anni seguenti, lo spirito di Arthas riuscì a dominare su quello di Ner'zhul, divenendo lui solo il Re dei Lich: dopo ciò, egli lanciò il Flagello all'attacco di Azeroth: l'Orda, l'Alleanza e la Crociata Argentea, dopo aver respinto gli assalti, portarono le proprie forze a Nordania e marciarono contro Corona di Ghiaccio; dopo vari scontro e nonostante numerose perdite, un gruppo di eroi riuscì a raggiungere Arthas che venne ucciso in combattimento da Tirion Fordring. Poiché, se privato di una guida, il Flagello avrebbe distrutto tutto il mondo, un altro avrebbe dovuto prendere il suo posto, ruolo che venne assunto da Bolvar Domadraghi. Bolvar riuscì però a controllare solamente la parte di Flagello rimasta a Nordania, rendendola inerte: le sacche di Flagello rimaste a Lordaeron continuarono ad eseguire le direttive ricevute da Arthas, o caddero sotto il controllo del Culto dei Dannati; esse furono in gran parte sconfitte dai Reietti e dell'Alleanza.

## Fratellanza di Defias
La Fratellanza di Defias (Defias Brotherhood) è un'organizzazione criminale che ha lo scopo di rovesciare il governo di Roccavento. Essa venne fondata dai membri della Gilda dei Tagliapietre che, dopo la Seconda Guerra, ricostruirono la città che era stata distrutta dall'Orda: a causa delle macchinazioni del drago nero Onyxia (sotto le spoglie della nobildonna Katrana Prestor), i nobili di Roccavento dichiararono che non avrebbero pagato la Gilda dei Tagliapietre e, nei disordini che seguirono, la regina Tiffin rimase uccisa; per sfuggire all'ira di re Varian, i Tagliapietre si rifugiarono nelle Marche Occidentali. Guidati da Edwin VanCleef e sostenuti segretamente da alcuni nobili, fra cui la stessa Katrana, essi formarono la Fratellanza di Defias, portando avanti una tenace ribellione armata contro Roccavento.
Banditi delle Fratellanza operarono da quel momento non solo nelle Marche Occidentali, ma anche nella Foresta di Elwynn e a Boscovespro. Qualche anno dopo, in combutta con Katrana Prestor, la fratellanza sequestrò re Varian mentre si recava segretamente a Theramore, portandolo in una prigione sull'isola di Alcaz.
Il covo della Fratellanza, le Miniere della Morte, venne attaccato tempo dopo da avventurieri assoldati dall'Alleanza, e VanCleef venne ucciso; le redini dell'organizzazione vennero prese da sua figlia, Vanessa VanCleef, le cui forze vennero nuovamente sconfitte da avventurieri.

## Legione Infuocata
La Legione Infuocata (Burning Legion) è l'armata di demoni guidata da Sargeras, votata alla distruzione di tutta la vita nell'universo. Mentre i Titani portavano ordine nella Grande Oscurità, creando la vita sui pianeti, essi si trovarono a combattere contro i demoni provenienti dalla Distorsione Fatua; i Titani elessero quindi un campione, Sargeras, per fronteggiarli. Questi uccise innumerevoli avversari e ne rinchiuse altrettanti su un pianeta prigione appositamente creato. Quando scoprì l'esistenza degli Dei Antichi e comprese la minaccia che essi rappresentavano, decise che l'unico modo per salvare l'universo era di svuotarlo completamente. Voltate le spalle aii Titani, liberò tutti i demoni che aveva imprigionato e li riunì in un unico esercito, dando il via alla Crociata Ardente per spazzare via ogni forma di vita. Nei millenni, la Legione consumò infiniti mondi, sterminandone gli abitanti, schiavizzandoli o trasformandoli a loro volta in demoni. Tra queste razze vanno citati gli eredar, i cui capi, Archimonde e Kil'jaeden, divennero il braccio destro e sinistro di Sargeras.
Scoperto il pianeta di Azeroth, la Legione tentò di invaderlo una prima volta durante la Guerra degli Antichi, fallendo; ci riprovò una seconda e una terza volta, sfruttando rispettivamente l'Orda degli orchi e il Flagello dei non morti, causando la Prima e la Terza Guerra. Durante gli eventi di World of Warcraft: Legion, gli abitanti di Azeroth riuscirono finalmente a sconfiggere e imprigionare Sargeras, mettendo fine alla Crociata Ardente.

## Mano d'Argento
L'Ordine dei Cavalieri della Mano d'Argento (Order of the Knights of the Silver Hand, spesso ridotto in "Ordine della Mano d'Argento", "Cavalieri della Mano d'Argento" o anche solo "Mano d'Argento") è un ordine di paladini devoti alla Luce Sacra.
Esso venne fondato dopo la Prima Guerra dall'arcivescovo Alonsus Faol che, venuto a conoscenza dei sacerdoti caduti vittima del conflitto, decise di creare un ordine i cui membri fossero allo stesso tempo sacerdoti e guerrieri, ed incarnassero gli ideali virtuosi di lealtà, coraggio e onore: i primi paladini furono Uther, Turalyon, Tirion Fordring, Gavinrad l'Impavido e Saidan Dathrohan. L'ordine affiancò con successo le forze dell'Alleanza durante la Seconda Guerra, vendendo aumentare le proprie reclute alla fine del conflitto; terminata la guerra, i paladini vennero reimpiegati al servizio della Chiesa della Luce per curare i malati e aiutare i profughi.
L'ordine venne sciolto poco prima dell'inizio della Terza Guerra da Arthas Menethil, dopo che Uther e altri paladini si rifiutarono di partecipare all'epurazione della città di Stratholme. Molti paladini perirono per mano del Flagello, e i rimasti tentarono di riorganizzarsi sotto la guida di Alexandros Mograine; quando egli venne ucciso grazie alle macchinazioni del nathrezim Balnazzar, però, si divisero in due fazioni opposte: l'Alba d'Argento e la Crociata Scarlatta.
L'ordine venne ricomposto da Tirion Fordring dopo la morte di suo figlio Taelan; a seguito della battaglia alla Cappella della Luce, lo stesso Tirion ne decretò l'unione con l'Alba d'Argento, formando la Crociata Argentea. L'ordine venne riformato una terza volta, dopo la morte di Tirion, unendo la stessa Crociata Argentea con gli ordini di paladini di diverse razze.

## Martello del Crepuscolo
Il Martello del Crepuscolo (Twilight's Hammer) è una setta fanatica votata a causare caos e distruzione, che cerca di portare l'Ora del Crepuscolo, ossia la fine del mondo. I primi membri del Martello del Crepuscolo furono i "Pallidi", un gruppo di folli cultisti orchi che venerava le energie del Vuoto e sognava la venuta dell'Ora del Crepuscolo: essi vennero reclutati dall'ogre mago Cho'gall, su ordine di Gul'dan, andando a formare un nuovo clan chiamato appunto Martello del Crepuscolo, che entrò a far parte dell'Orda. Assieme ad essa giunsero successivamente su Azeroth, dove entrarono in contatto con gli Dei Antichi, creature generate dai Signori del Vuoto; il clan si mise prontamente al loro servizio pur mantenendo una lealtà di facciata verso l'Orda. Sopravvissuto alla Prima Guerra, il clan disertò l'Orda durante la Seconda, dirigendosi alle Isole Disperse assieme al clan Razziatempesta guidato da Gul'dan; per questo tradimento il capoguerra Martelfato li fece inseguire ed uccidere: gran parte di essi perì sull'arcipelago ma alcuni si salvarono e ripararono a Kalimdor, incluso Cho'gall.
Seguendo il richiamo degli Dei Antichi, i membri superstiti del clan giunsero fino al complesso titanico di Ahn'Qiraj, nel sud di Silitus, dove si trovava imprigionato C'Thun, e lì stabilirono la propria base; il clan si trasformò inoltre in un vero e proprio culto, aperto ai membri di tutte le razze e i suoi membri riuscirono, dopo molti sforzi, a liberare C'Thun, dando il via alla Seconda Guerra delle Sabbie Mutevoli. Cho'gall non vi prese parte, né rimase ad osservarne lo svolgimento, e cominciò invece a reclutare altri cultisti con lo scopo di liberare anche gli altri Dei Antichi: tra le personalità più importanti che il Martello del Crepuscolo riuscì a reclutare vi fu anche Benedictus, l'arcivescovo della Chiesa della Luce, che divenne uno dei membri più influenti del culto.
Su ordine di N'Zoth, i cultisti giunsero fino al piano elementale di Rocciafonda, dove si misero al servizio di Alamorte e, quando il drago nero giunse su Azeroth causando il Cataclisma, il Martello del Crepuscolo (i cui numeri erano molto aumentati) scese a sua volta in campo contro il resto del mondo. I cultisti attaccarono vari posti, tra cui le Alture del Crepuscolo, Uldum e il Monte Hyjal, ma vennero infine sbaragliati dai difensori di Azeroth i quali uccisero anche Cho'gall e Benedictus, nonché Alamorte. Dopo questa sconfitta, i cultisti sopravvissuti si dispersero.

## Orda Oscura
L'Orda Oscura (Dark Horde) è un gruppo di orchi, troll e ogre acquartierato nei livelli superiori del Massiccio Roccianera.
Questo gruppo fu formato dopo la sconfitta, durante la Seconda Guerra, dell'Orda guidata da Orgrim Martelfato: Rend e Maim, i figli di Manonera, si rifugiarono nella Guglia di Roccianera (che era stata il quartier generale dell'Orda durante il conflitto) insieme ad altri superstiti del loro clan, il Roccianera, con lo scopo di ricostruire l'Orda secondo i loro ideali. Rend si autoproclamò capoguerra della sua "Vera Orda", ricevendo anche il supporto (sotto forma di draghi) del clan Fauci di Drago, ma entrando subito in conflitto con i nani del clan Ferroscuro che abitavano la parte inferiore della montagna. Quando venne contattato da Teron Malacarne per riunirsi all'Orda sotto la guida di Ner'zhul, Rend rifiutò categoricamente.
All'Orda Oscura si unirono quindi i troll delle tribù Bruciaspina e Alberoarso e gli ogre del clan Rodifuoco. Successivamente, il drago nero Nefarian, figlio di Alamorte, convinse l'Orda Oscura a permettergli di stabilirsi nella Guglia di Roccianera (dove conduceva terrificanti esperimenti su altri draghi), allettandoli con la falsa promessa di aiutarli nel loro scopo; l'arrivo di Nefarian, portò ad una fragile tregua con i Ferroscuro, ma quando Moira Thaurissan divenne regina del clan nanico decise di rimuovere dai giochi i suoi avversari: fece spargere la voce che l'Orda Oscura si era alleata con lo stormo dei draghi neri e, come aveva previsto, la reazione non si fece attendere: allarmato, il capoguerra dell'Orda Thrall inviò dei campioni a mettere a ferro e fuoco la Guglia, i quali prima sgominarono l'Orda Oscura uccidendo Rend, e quindi abbatterono anche Nefarian.
Quando Garrosh Malogrido divenne capoguerra dell'Orda, molti orchi del clan Roccianera si riunirono ad essa.

## Reietti

Un Reietto tratto dal trailer introduttivo di World of Warcraft

I Reietti (Forsaken) sono una fazione di non morti separatasi dal Flagello ed entrata successivamente a far parte dell'Orda. In World of Warcraft, i personaggi giocabili di razza non morta appartengono ai Reietti.
All'inizio i Reietti erano parte del Flagello, la vasta armata sotto il controllo mentale del Re dei Lich. In seguito ai tentativi di Illidan Grantempesta di distruggere Corona di Ghiaccio, sede del Re dei Lich, l'energia di quest'ultimo cominciò lentamente a defluire dal Trono Ghiacciato dentro cui era prigioniero. A causa di ciò, il Re dei Lich perse il controllo su parte delle sue forze, rendendo così liberi molti non morti dalla sua volontà e restituendo loro la coscienza di sé e i loro ricordi, compresi quelli degli orrori commessi sotto il controllo del Flagello. Una di questi non morti fu Sylvanas Ventolesto; il suo profondissimo odio verso Arthas la portò a raccogliere seguaci, assieme ai quali strappò parte dei territori di Lordaeron alle forze del Flagello, a quelle rimaste dell'Alleanza e a quelle sotto il controllo dei nathrezim al servizio della Legione. Essi stabilirono così il loro regno con capitale a Sepulcra, una città costruita sotto le rovine di Lordaeron.
Non molto tempo dopo, assediati dalle forze della Crociata Scarlatta, e rifiutati sia dall'Alleanza, sia dagli alti elfi, i Reietti chiesero di potersi unire all'Orda, venendo accettati soprattutto grazie all'intercessione dei tauren (specialmente la matrona Magatha Totem Truce e l'arcidruido Hamuul Totem Runico), partecipando quindi alle sue campagne militari. Essi furono particolarmente attivi durante la campagna a Nordania per sconfiggere il Re dei Lich; durante questo conflitto alcuni Reietti, guidati da Varimathras e dal Gran Speziale Putress, tradirono Sylvanas e l'Orda, prendendo il controllo di Sepulcra e sterminando non solo le forze del Flagello, ma anche quelle dell'Orda e dell'Alleanza durante la battaglia di Angrathar, che segnò un grave peggioramento dei rapporti tra le due fazioni. Sepulcra venne conseguentemente assediata sia dall'Orda, sia dall'Alleanza, che sedarono la rivolta; solo l'intervento di Jaina Marefiero impedì alle due fazioni di scontrarsi, e permise ai Reietti di riprendere possesso della città.
In seguito, su ordine del capoguerra Garrosh Malogrido, i Reietti assediarono il regno umano di Gilneas, approfittando dei danni inferti dal Cataclisma a quella nazione: l'invasione venne quasi totalmente respinta dalle forze dell'Alleanza, e Gilneas rimase un terreno di scontro. I Reietti presero anche il controllo della quasi totalità delle Alture di Colletorto, nonché quello della città di Andorhal nelle Terre Infette Occidentali.